# 0:34 レイジ34フン
『0:34 レイジ34フン』（原題: Creep）は、2004年イギリスとドイツ合作のホラー映画。

## ストーリー
深夜0:34の地下鉄最終列車に乗り遅れたケイト（フランカ・ポテンテ）は、駅の出口からも締め出され、無人のホームに取り残される。そのとき無人の列車が到着し、飛び乗るケイト。どれだけ経った頃か、突然列車が停車。彼女が向かった車掌室には運転手の惨殺死体。「何かがいる。この地下鉄に。」

## 製作
- 監督: クリストファー・スミス
- 製作総指揮: ロバート・ジョーンズ
- 脚本: クリストファー・スミス
- 音楽: ジ・インセクツ

## キャスト
- フランカ・ポテンテ（ケイト）
- ショーン・ハリス（クレイグ）
- ヴァス・ブラックウッド（ジョージ）
- ジェレミー・シェフィールド（ガイ）
- ポール・ラットレイ （ジミー）
- ケリー・スコット（マンディ）

## パッケージソフト
- DVD『0：34 レイジ 34 フン』 2005年11月2日発売。ポニーキャニオン。